# Melasina expedita
Melasina expedita är en fjärilsart som beskrevs av Edward Meyrick 1907. Melasina expedita ingår i släktet Melasina och familjen säckspinnare. Inga underarter finns listade i Catalogue of Life.